# 依田平
依田 平（よだ たいら、1952年11月22日 - ）は、日本の実業家。株式会社ケア21創業者、同社代表取締役会長（最高文化責任者CCO）。

## 人物・来歴
長野県生まれ。1976年法政大学法学部卒業、株式会社ぎょうせい入社。1984年有限会社エポアンドエディ代表取締役社長。1993年株式会社ヨダゼミイースト（現株式会社ケア21）設立、同社代表取締役社長。少子高齢化の進む中で、学習塾から福祉事業に業態変更をした。1997年学校法人未来学園理事長。1998年学校法人依田学園（現学校法人新和学園）理事長。
2003年社会福祉法人気づき福祉会理事長。2004年株式会社EE21取締役。2006年株式会社サポート21代表取締役社長。2011年株式会社浅科依田代表取締役社長。2012年株式会社EE21代表取締役会長。2014年株式会社ケア21メディカル代表取締役社長、株式会社美味しい料理代表取締役会長。
2015年有限会社まごの手サービス（現株式会社まごの手サービス）代表取締役社長、株式会社ニューケアネット取締役、株式会社たのしい職場代表取締役社長。2016年日本医療介護事業協同組合理事。2020年株式会社ケア21メディカル代表取締役会長。この他、UAゼンセン日本介護クラフトユニオンとの集団協定の代表幹事を務めるなどした。
2020年6月、取締役副社長の依田雅に株式会社ケア21 代表取締役社長の任を譲り、自身は代表取締役会長（最高文化責任者CCO）に就任。トップマネジメント強化のため、代表取締役2名体制とした。